# Relais 4 x 100 mètres quatre nages mixte aux championnats du monde de natation 2024
Ne doit pas être confondu avec Relais 4 x 100 mètres quatre nages féminin aux championnats du monde de natation 2024 ou Relais 4 x 100 mètres quatre nages masculin aux championnats du monde de natation 2024.
Le relais 4 x 100 mètres quatre nages mixte est une épreuve de natation sportive des championnats du monde de natation 2024. Elle a lieu le 14 février 2024 à Doha au Qatar.

## Records
Avant cette compétition, les records dans cette discipline étaient :
| Record du monde       | 3 min 27 s 28 | États-Unis | 26 juillet 2017 | Budapest, Hongrie |
| Record du championnat | 3 min 27 s 28 | États-Unis | 26 juillet 2017 | Budapest, Hongrie |

## Résultats détaillés
Les 8 meilleurs temps se qualifient en finale (Q).

### Séries
| Rang | Série | Ligne | Pays | Nageurs | Temps       | Temps  | Commentaire |
| Rang | Série | Ligne | Pays | Nageurs | Individuels | Global | Commentaire |
| ---- | ----- | ----- | ---- | ------- | ----------- | ------ | ----------- |
| 1    |       |       |      |         |             |        | Q           |
| 2    |       |       |      |         |             |        | Q           |
| 3    |       |       |      |         |             |        | Q           |
| 4    |       |       |      |         |             |        | Q           |
| 5    |       |       |      |         |             |        | Q           |
| 6    |       |       |      |         |             |        | Q           |
| 7    |       |       |      |         |             |        | Q           |
| 8    |       |       |      |         |             |        | Q           |
| 9    |       |       |      |         |             |        |             |
| 10   |       |       |      |         |             |        |             |
| 11   |       |       |      |         |             |        |             |
| 12   |       |       |      |         |             |        |             |
| 13   |       |       |      |         |             |        |             |
| 14   |       |       |      |         |             |        |             |
| 15   |       |       |      |         |             |        |             |
| 16   |       |       |      |         |             |        |             |

### Finale
| Rang               | Ligne | Pays        | Nageurs                                                                  | Temps                       | Temps   |
| Rang               | Ligne | Pays        | Nageurs                                                                  | Individuels                 | Global  |
| ------------------ | ----- | ----------- | ------------------------------------------------------------------------ | --------------------------- | ------- |
| Médaille d'or      | 3     | États-Unis  | Hunter Armstrong Nic Fink Claire Curzan Kate Douglass                    | 53.07 58.27 56.54 52.34     | 3:40.22 |
| Médaille d'argent  | 5     | Australie   | Bradley Woodward Sam Williamson Brianna Throssell Shayna Jack            | 53.92 59.54 57.22 52.44     | 3:43.12 |
| Médaille de bronze | 4     | Royaume-Uni | Medi Harris Adam Peaty Matthew Richards Anna Hopkins                     | 1:00.28 59.42 52.87 52.52   | 3:45.09 |
| 4                  | 2     | Pologne     | Ksawery Masiuk Dominika Sztandera Jakub Majerski Katarzyna Wasick        | 53.39 1:06.98 51.05 54.52   | 3:46.04 |
| 5                  | 6     | Grèce       | Apostolos Christou Arkadios Aspougalis Anna Ntountounaki Theodora Drakou | 53.50 1:01.22 56.88 55.09   | 3:46.69 |
| 6                  | 8     | Italie      | Michele Lamberti Nicolò Martinenghi Giulia D'Innocenzo Chiara Tarantino  | 54.48 58.21 1:00.22 54.38   | 3:47.29 |
| 7                  | 1     | Suède       | Hanna Rosvall Erik Persson Louise Hansson Bjoern Seeliger                | 1:01.50 1:00.16 57.39 48.41 | 3:47.46 |
| 8                  | 7     | Japon       | Osamu Kato Ikuru Hiroshima Chiharu Iitsuka Nagisa Ikemoto                | 54.68 1:00.50 58.16 54.26   | 3:47.60 |